# Hexatoma (Eriocera) canescens
Hexatoma (Eriocera) canescens is een tweevleugelige uit de familie steltmuggen (Limoniidae). De soort komt voor in het Oriëntaals gebied.